# Lygisaurus
Genre
Lygisaurus est un genre de sauriens de la famille des Scincidae.

## Répartition
Les espèces de ce genre se rencontrent en Australie et en Nouvelle-Guinée.

## Liste des espèces
Selon The Reptile Database (18 octobre 2012) :
- Lygisaurus abscondita (Worthington, Wilmer, Couper, Amey, Zug & Roberts, 2005)
- Lygisaurus aeratus (Garman, 1901)
- Lygisaurus curtus (Boulenger, 1897)
- Lygisaurus foliorum De Vis, 1884
- Lygisaurus laevis (Oudemans, 1894)
- Lygisaurus macfarlani (Günther, 1877)
- Lygisaurus malleolus (Roberts, Couper, Worthington, Wilmer, Amey & Zug, 2005)
- Lygisaurus novaeguineae (Meyer, 1874)
- Lygisaurus parrhasius (Couper, Covacevich & Lethbridge, 1994)
- Lygisaurus rococo Ingram & Covacevich, 1988
- Lygisaurus sesbrauna Ingram & Covacevich, 1988
- Lygisaurus tanneri Ingram & Covacevich, 1988
- Lygisaurus zuma Couper, 1993

## Publication originale
- De Vis, 1884 : New Queensland lizards. Proceedings of the Royal Society of Queensland, vol. 1, p. 77-78 (texte intégral).